# Saint-Mitre-les-Remparts
Saint-Mitre-les-Remparts là một xã ở tỉnh Bouches-du-Rhône, thuộc vùng Provence-Alpes-Côte d’Azur ở miền nam nước Pháp.